# П'ятра (Хунедоара)
П'ятра (рум. Piatra) — село у повіті Хунедоара в Румунії. Входить до складу комуни Бетрина.
Село розташоване на відстані 314 км на північний захід від Бухареста, 26 км на захід від Деви, 132 км на південний захід від Клуж-Напоки, 105 км на схід від Тімішоари.

## Населення
За даними перепису населення 2002 року у селі проживали 10 осіб, усі — румуни. Усі жителі села рідною мовою назвали румунську.